# 保罗·金特
保罗·金特（德語：Paul Günther，1882年10月24日—1959年2月13日），德国男子跳水运动员。他曾代表德国参加1912年夏季奥林匹克运动会跳水比赛，获得男子单人3米跳板金牌。